# Markus Nüssli
Markus Nüssli (* 9. Juli 1971) ist ein ehemaliger Schweizer Bobfahrer aus Berg TG.

## Werdegang

### Bobsport
Nüssli, der für den Bobclub St. Moritz startete, gewann bei der Bob-Europameisterschaft 1997 in Königssee seine erste internationale Medaille. Als Neuling im Viererbob von Marcel Rohner gewann er hinter dem Bob von Christoph Langen und vor dem von Wolfgang Hoppe die Silbermedaille. Bei den Olympischen Winterspielen 1998 in Nagano gewann er die Silbermedaille für die Schweiz im Viererbob mit Marcel Rohner, Markus Wasser und Beat Seitz. Ein Jahr später gewann er im Viererbob bei der Bob-Europameisterschaft 1999 in Winterberg im Vierbob ebenfalls Silber. Noch im gleichen Jahr konnte er gemeinsam mit Marcel Rohner, Beat Hefti und Silvio Schaufelberger die Silbermedaille bei der Bob-Weltmeisterschaft in Cortina d’Ampezzo gewinnen.

### Turnen
Nüssli betätigte sich aktiv als Turner im STV Berg. Auch nach seiner aktiven Bobfahrer-Karriere nahm er noch aktiv an Wettkämpfen und Turnveranstaltungen teil.